# Jean-Marie Arnould
Jean-Marie Arnould (Aarlen, 27 mei 1966) is een voormalig Belgische zwemmer gespecialiseerd in de vrije slag. Hij nam in 1988 deel aan de Olympische Spelen in Seoul. Hij is de oudere broer van Isabelle Arnould, tevens een voormalig professioneel zwemmer. 

## Belangrijkste prestaties
| Jaar | Olympische Spelen                                                                | WK langebaan | WK kortebaan | EK langebaan | EK kortebaan |
| ---- | -------------------------------------------------------------------------------- | ------------ | ------------ | ------------ | ------------ |
| 1988 | 34e 100m vrije slag 33e 200m vrije slag 29e 400m vrije slag 25e 200m vlinderslag |              |              |              |              |

## Persoonlijke records
(Per 12 november 2017)

### Langebaan
| afstand         | tijd    | datum             | plaats |
| --------------- | ------- | ----------------- | ------ |
| 100m vrije slag | 52,26   | 22 september 1988 | Seoul  |
| 200m vrije slag | 1.53,73 | 18 september 1988 | Seoul  |
| 400m vrije slag | 3.59,91 | 23 september 1988 | Seoul  |